# Polyrhachis rupicapra
Polyrhachis rupicapra är en myrart som beskrevs av Julius Roger 1863. Polyrhachis rupicapra ingår i släktet Polyrhachis och familjen myror. Inga underarter finns listade i Catalogue of Life.